# Радик, Грегори
Грегори (Грег) Радик (Gregory (Greg) Radick; род. 1970, Нью-Джерси) — британский историк науки, специалист по истории современных биологических и гуманитарных наук (то есть с XVIII века до наст. времени). Доктор философии (2000), профессор истории и философии науки Лидсского университета. Президент British Society for the History of Science (2014‒16). В особенности его интересуют дарвинизм, генетика и поведение животных.
Родился и вырос в Нью-Джерси.
Обучался истории в Ратгерском университете (BA, 1992), а также истории и философии науки в Кембридже (MPhil, 1996; PhD, 2000). В 1999—2000 являлся исследовательским феллоу имени Дарвинов в Дарвин-колледже Кембриджа.
С того же 2000 года в Лидсе, лектор (2000—2006); директор Центра истории и философии науки (2006-08), а также Leeds Humanities Research Institute (2014-17); старший лектор (2006-10), с 2010 профессор. Президент International Society for the History, Philosophy, and Social Studies of Biology (2019‒21). Чтец 7-й ежегодной MacLennan Lecture in History and Philosophy of Science (2025).
Регулярно сотрудничает с Times Literary Supplement, а также появлялся на BBC Radio 4 в In Our Time (radio series).
Автор книг Disputed Inheritance: The Battle over Mendel and the Future of Biology (Chicago, 2023), вошедшей в шорт-лист BSHS Pickstone Prize 2024; The Simian Tongue: The Long Debate about Animal Language (Chicago, 2007), получившей Suzanne J. Levinson Prize (2010). Соредактор The Cambridge Companion to Darwin (Cambridge, 2003; 2-е изд., 2009). Публиковался в Nature.